# Za-Tanta
Za-Tanta è un arrondissement del Benin situato nella città di Za-Kpota (dipartimento di Zou) con 17.889 abitanti (dato 2006).